# 地中海性気候
|   |        |     |     |     |     |    |     |     |     |     |     |     |     |     |     |     |     |     |
|   |        | fa  | fb  | fc  | fd  | m  | wa  | wb  | wc  | wd  | sa  | sb  | sc  | sd  |     |     |     |     |
| E | 寒帯   |     |     |     |     |    |     |     |     |     |     |     |     |     | ET  | ET  | EF  | EF  |
| D | 亜寒帯 | Dfa | Dfb | Dfc | Dfd |    | Dwa | Dwb | Dwc | Dwd | Dsa | Dsb | Dsc | Dsd |     |     |     |     |
| C | 温帯   | Cfa | Cfb | Cfc |     |    | Cwa | Cwb | Cwc |     | Csa | Csb | Csc |     |     |     |     |     |
| B | 乾燥帯 |     |     |     |     |    |     |     |     |     |     |     |     |     | BSh | BSk | BWh | BWk |
| A | 熱帯   | Af  | Af  |     |     | Am | Aw  | Aw  |     |     | As  | As  |     |     |     |     |     |     |

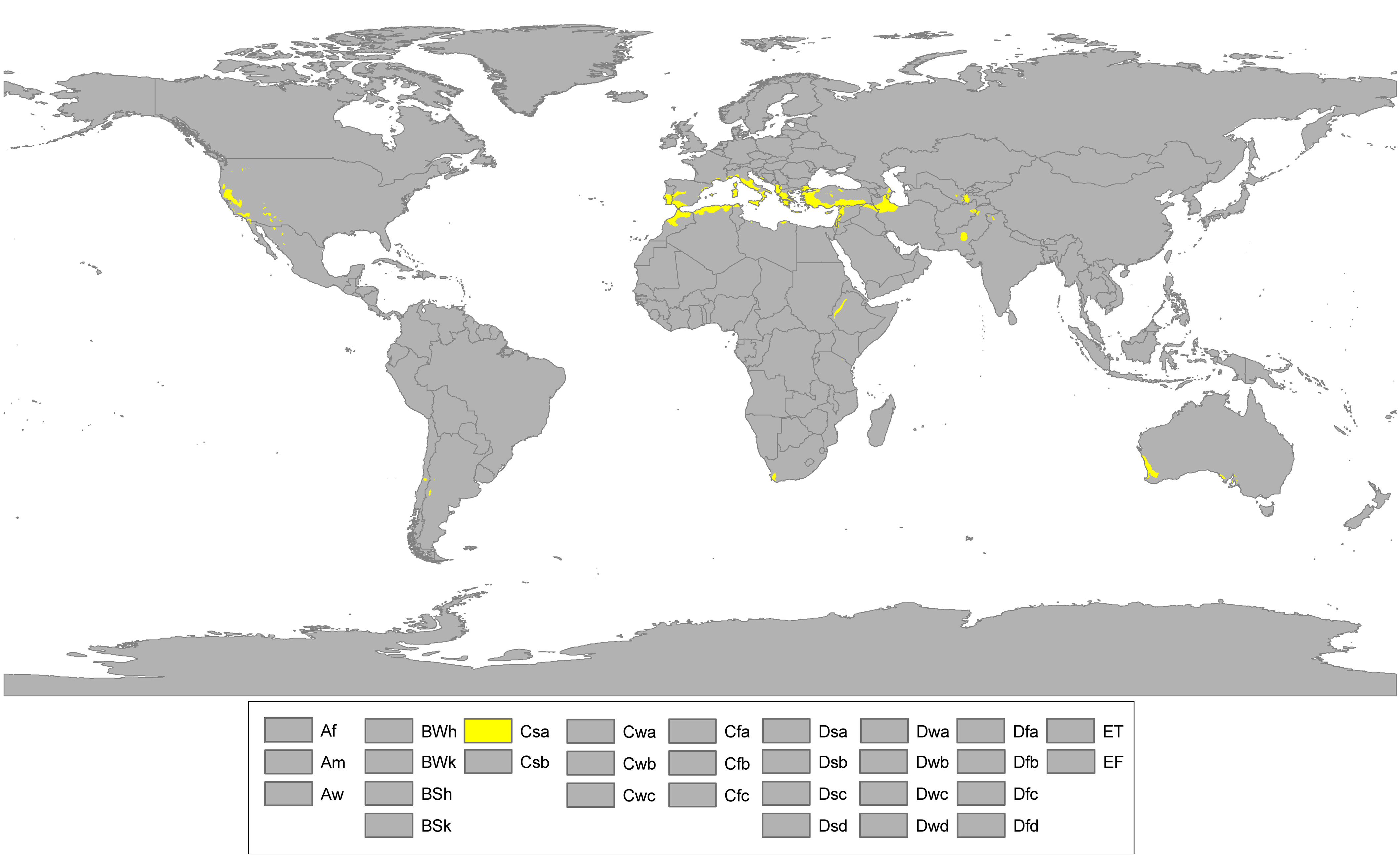
高温夏季地中海性気候 (Csa) の分布図

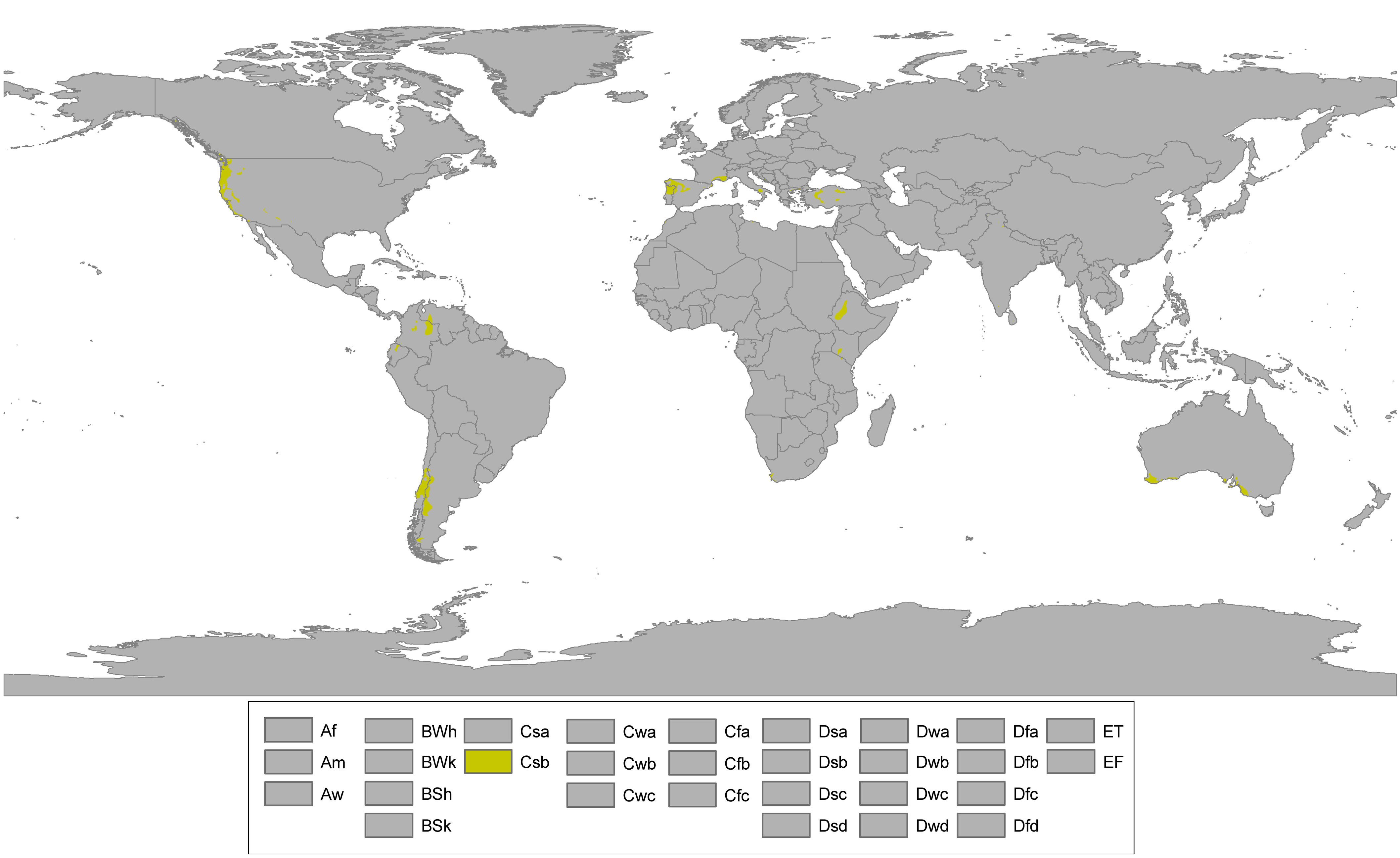
温暖夏季地中海性気候 (Csb) の分布図

地中海性気候（ちちゅうかいせいきこう、Mediterranean climate）とはケッペンの気候区分における気候区のひとつで温帯に属する。記号はCsa,Csb,CscでCは温帯、sは夏季乾燥（sommertrocken）を示す。
フローンの気候区分における亜熱帯冬雨帯（記号：PW）に相当する。またアリソフの気候区分でも地中海性気候と呼ばれることのある気候帯4-3.亜熱帯西岸気候に相当する。

## 特徴
- 地中海沿岸をはじめとする中緯度の大陸西岸に分布。
- 冬に一定の降雨があるが、夏は日ざしが強く乾燥する。
- 土壌は石灰岩の風化によってできたテラロッサが広く分布、乾燥に強いオリーブやブドウなどの果物、柑橘類やトマトなどの栽培、牧畜が広く行われている。
- この気候区は温暖なことからリゾートとして発展している場所も多く、乾燥する夏季を中心に世界各地から多くの人が訪れる。

## 条件
- 最寒月平均気温が-3℃以上18℃未満。
- 最暖月平均気温が10℃以上。
- 年平均降水量が乾燥限界以上。
- 最多雨月が冬にあり、3×最少雨月降水量＜最多雨月降水量かつ最少雨月降水量が30mm未満。

さらに、最暖月平均気温によって次の3つに分けられる。
- Csa - 最暖月平均気温が22℃以上。
- Csb - 最暖月平均気温が10℃以上22℃未満かつ月平均気温10℃以上の月が4か月以上。
- Csc - 最暖月平均気温が10℃以上22℃未満かつ月平均気温10℃以上の月が3か月以下。

温暖湿潤気候のように最暖月による気候区分はないが記号区分（Csa、Csb、Csc）はある。
Cscは高緯度の氷河地形の内陸部、ごく限られた地域のみに点在する。1981-2010年の気候値に基づく観測地点では、チリ南部のバルマセダとアイスランド北岸のアークレイリがCscに分類される（アークレイリは最暖月平均気温11.1℃でETに近いが、最寒月平均気温は-1.7℃でDscにはならない）。
Csaをオリーブ気候、Csb,Cscをエリカ気候ともいう。
ケッペンが当初発表した条件では、「最少雨月降水量が30mm未満」という文言はなく、条件通りに当てはめると、豪雪地帯で冬に大量の雪が降るため冬の降水量が多くなる日本の新潟県上越市高田（最少雨：95.7mm（5月）・最多雨：423.1mm（12月）、最寒：2.4℃（1月、2月）・最暖：26.3℃（8月））が地中海性気候に区分されてしまうという問題が発生したため、1936年に「最少雨月降水量が30mm未満」という条件が付け加えられた。そのため、日本国内には地中海性気候は存在しない。

## 分布
地中海沿岸および回帰線よりもやや高緯度となる北緯30-50°、南緯20-40°の大陸西岸部に分布。日本には分布域が存在しない。

### 主な分布地域
- ヨーロッパ地中海周辺 - 南欧、アフリカ大陸北端（代表的な分布地域。気候名称もここに由来）
  - ヨーロッパの南部の国イタリアの大部分は地中海性気候に属するが、地域によって特徴が異なる。北部のエミリア・ロマーニャ州やロンバルディア州は、国内でも雨が多い地域で、温暖湿潤気候に属するところもある。
- 北アメリカ大陸西岸の北緯30-50°
- アフリカ大陸南端
- 南アメリカ大陸西岸の南緯30-40°
- オーストラリア南西端など

平均的な年降水量は600mm前後だが、300-400mm程度でこの気候区に分類されていることもある。本気候区の特徴である夏季乾燥型の場合、年平均気温が同じでも乾燥限界が低くなるため、この程度の降水量でも乾燥帯にはならない。年平均気温は15℃前後で、年較差は小さい。
また、上記の典型的な分布地域とは成因・土壌・植生が異なるが、乾燥帯のステップ気候に近接する下記地域の内陸部にも分布する。
- 西アジアの黒海周辺からカスピ海周辺
- 中央アジア
- アメリカ合衆国北西部（ワシントン州・オレゴン州東部、アイダホ州南西部など）

### 主な都市
- 地中海沿岸周辺（地中海盆地）
  - ローマ（イタリア）[5]
  - パレルモ（シチリア島、イタリア）
  - カンヌ（フランス）
  - モンテカルロ（モナコ）
  - バルセロナ（スペイン）
  - リスボン（ポルトガル）
  - バレッタ（マルタ）
  - ニコシア（キプロス）
  - アルジェ（アルジェリア）[5]
  - カサブランカ（モロッコ）
  - イズミル（トルコ）
  - テルアビブ（イスラエル）
  - ベイルート（レバノン）
- 太平洋西海岸周辺
  - シアトル（アメリカ合衆国） - 西岸海洋性気候への移行部に位置している
  - サンフランシスコ（アメリカ合衆国）[5]
  - ロサンゼルス（アメリカ合衆国）[注 1]
  - サンティアゴ（チリ）[5]など
- オーストラリア大陸、アフリカ大陸南部
  - アデレード（オーストラリア）
  - パース（オーストラリア）[6]
  - ケープタウン（南アフリカ）[6]
- 中央アジア
  - タシケント（ウズベキスタン）[7]
  - サマルカンド（ウズベキスタン）
- アメリカ合衆国北西部内陸
  - メドフォード
  - ボイシ
  - スポケーン - 最寒月平均気温が-2.6℃[8]であり、従来分類されていたDsbに限りなく近い。

## 雨温図
高温夏季地中海性気候（Csa）
温暖夏季地中海性気候（Csb, Csc）

## 気候の特色

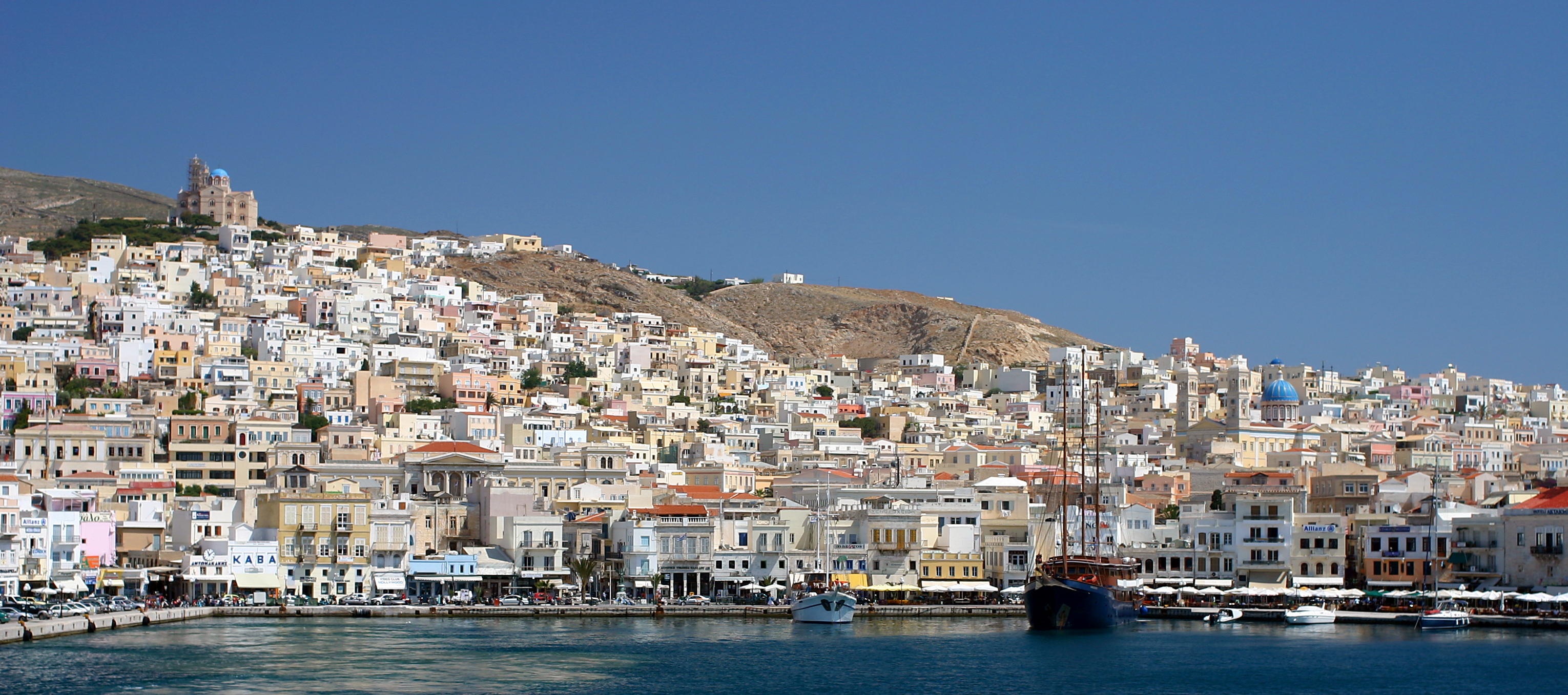
エルムポリ（キクラデス地方）の町並み

夏は亜熱帯高圧帯に入るため乾燥。冬は亜寒帯低圧帯に入り、暖流から水分を供給された偏西風の影響で雨が多くなる。前線帯の緯度が季節とともに移動することで、夏だけ亜熱帯と類似した気候になるものと言える。名称に反して、内海の存在はこの気候を構成する要素として重要ではない。
この気候は大陸西海岸部に見られる。

### 成因
夏季には、本来は中緯度高圧帯の支配下となる緯度においても大陸は熱せられて低圧部となるため、中緯度の大陸西岸においては西（海洋側）に高気圧、東（大陸側）に低気圧という気圧配置になる。このため、西側の高圧帯から東側の低圧帯に向かって、（コリオリの力が作用し）、高緯度側から低緯度側に風が吹く。高緯度側に大陸がある地域（地中海沿岸やカリフォルニア州南部沿岸）では、大陸上を通過した高温で乾燥した風となる。沿岸を流れる寒流の影響が強い地域（アメリカ合衆国ワシントン州～カリフォルニア州北部沿岸や南米チリ等）では、冷涼で乾燥した風が高緯度側から吹く。このような原因で、大陸西岸では高緯度側から乾燥した風が吹くため降水量が少なくなり、地中海性気候が発達しやすい。
逆に、中緯度の大陸東海岸においては、夏季は、西（大陸側）に低気圧、東（海洋側）に高気圧という気圧配置であり、海洋の高圧部から大陸の低圧部に向かって、低緯度側から高緯度側へ暖かい風が吹く。沿岸を流れる暖流と相まって、温暖で湿潤な南からの季節風により降水量が多くなる。そのため地中海性気候はみられず、温暖湿潤気候(Cfa)や温帯夏雨気候が分布する。

### 各地域の特徴
地中海沿岸部
夏季は北大西洋～西ヨーロッパに発達する北大西洋高気圧からサハラ砂漠の熱帯収束帯に向かって、ヨーロッパ大陸方面から乾燥した北～北東風が吹くため、降水量が少ない。
冬季はアフリカ大陸北西部に南下した北大西洋高気圧とユーラシア大陸のシベリア高気圧に挟まれた低圧部に位置するため、降水量が比較的多くなる。
北米大陸西岸
夏季は北太平洋東部に中心をもつ北太平洋高気圧から熱帯収束帯への北～北西風が吹く。バンクーバー～カリフォルニア州北部では寒流・カリフォルニア海流上を北西風が吹き、大気が成層安定するため、降水量が少ない。カリフォルニア州南部では、大陸上を通過した乾燥した北風となるため、降水量が非常に少なくなる。
冬季は南下した北太平洋高気圧と北米大陸上の高気圧に挟まれた低圧部に位置するため、降水量が比較的多くなる。
西アジア・中央アジア・アメリカ合衆国北西部の内陸
典型的な地中海性気候とは異なるが、乾燥帯のステップ気候に近接する上記地域の内陸部でも、計算上地中海性気候に該当する地点が存在する。この主な成因は標高による気温の逓減（100mあたり0.6℃）である。同緯度の低地に比べて気温が全体的に下がることで、乾燥限界が下がり、同程度の降水量でも乾燥限界を上回ることがある。加えて、降雪により冬季のみ降水量が増え、冬季湿潤、夏季乾燥という降水パターン（これによっても乾燥限界が下がる）になると、本気候区の条件を満たすことになる。なお、より標高や緯度の高い地点では、最寒月の平均気温が氷点下3℃を下回り、つまり亜寒帯の要件を満たし、高地地中海性気候（Ds）となる。

## 植生

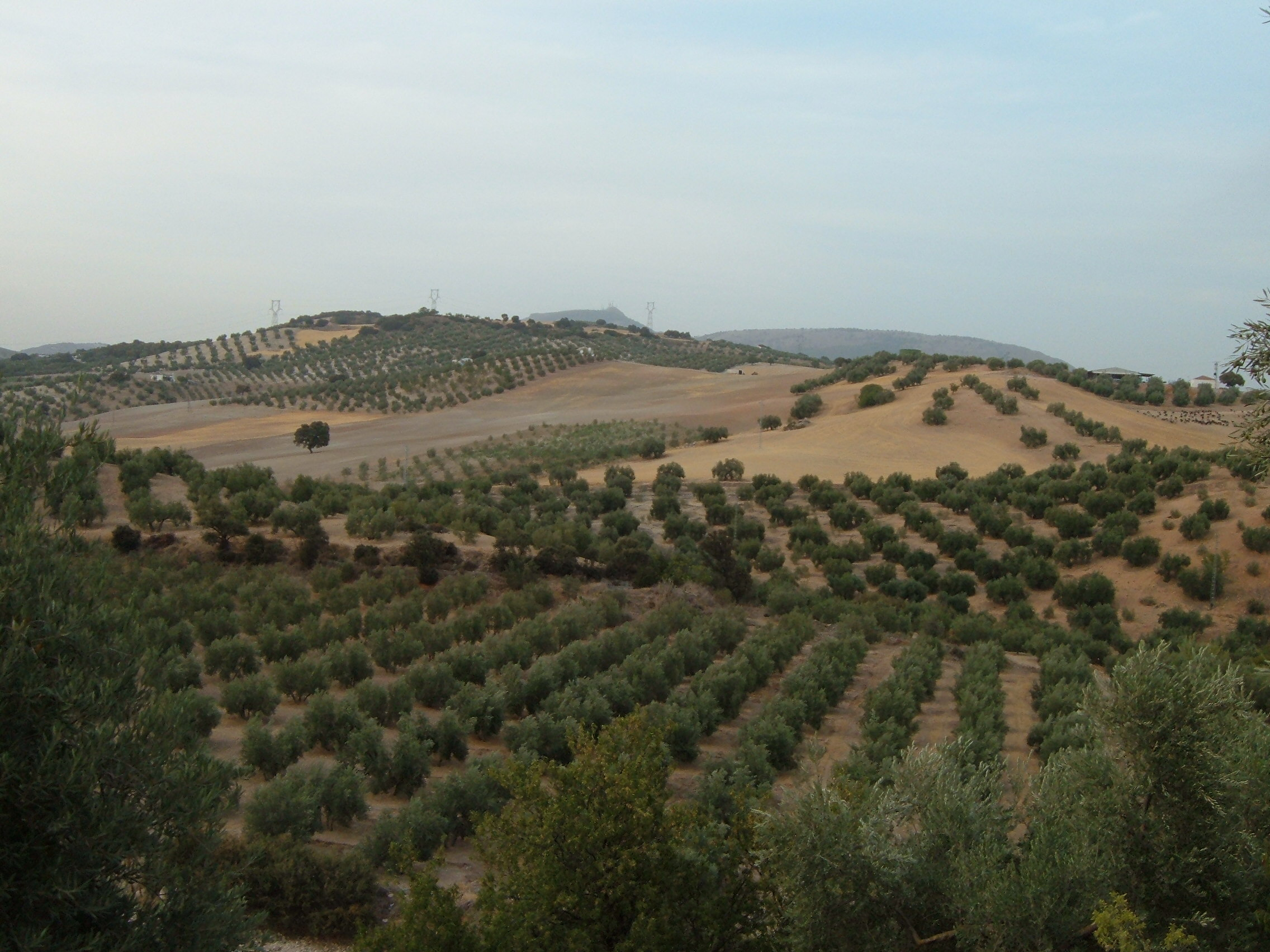
スペインのオリーブ農園

温度、降水量は森林を維持するのに充分である。冬季も緯度の割にあまり寒くないので常緑広葉樹林となる。しかし植物の成長する温暖な期間に小雨であるため、乾燥に対する適応が強く見られる。樹高は低く、せいぜい15m程度。オリーブなど葉が小さくて硬いものが多い。そのため、この型の森林を硬葉樹林という。

## 土壌の特色
比較的やせた赤色土や黄色土、地中海沿岸には石灰岩が風化してできたテラロッサが分布している。
東部アルプス一帯は、石灰岩が卓越している場所で、表面の土は少なく、起伏が多くなっている。

## 産業の特色
この気候区では夏の乾燥を利用した耐干性の樹木性作物（オリーブやブドウなど）、冬の降雨を利用した冬小麦栽培が行われるほか、乾燥して牧草の育たない夏に家畜を高山へ移動する移牧が行われる。これらを組み合わせた混合農業が地中海式農業である。オレンジ、レモン、イチジク、コルクガシ、月桂樹などが栽培、オリーブ油、ワインなどが多く出荷されている。
乾燥しているため、農業には適しておらず、牧羊が行われている。地中海最大の島であるシチリア島は、夏は乾燥しており、地中海式農業の典型的な作物であるオリーブが大規模に栽培されている。また、イタリア最大の柑橘類の栽培地でもあり、オレンジだけでもイタリア全体のおよそ70％の生産量がある。
また、この気候区は夏にまばゆい太陽が輝くことから太陽に恵まれない地域の人々の保養地としても栄えている。代表的な土地として南欧（マルタ島・エーゲ海など）、南フランス（コート・ダジュール）などがあげられる。